# Peter Westbrook
Peter Jonathan Westbrook (San Luis, 16 de abril de 1952-Manhattan, 29 de noviembre de 2024) fue un deportista estadounidense que compitió en esgrima, especialista en la modalidad de sable. Participó en cinco Juegos Olímpicos de Verano, obteniendo una medalla de bronce en Los Ángeles 1984 en la prueba individual.

## Palmarés internacional
| Juegos Olímpicos | Juegos Olímpicos             | Juegos Olímpicos  | Juegos Olímpicos |
| Año              | Lugar                        | Medalla           | Prueba           |
| ---------------- | ---------------------------- | ----------------- | ---------------- |
| 1984             | Los Ángeles (Estados Unidos) | Medalla de bronce | Sable individual |